# Стиккисхоульмсбайр
Эта статья об исландской общине Стиккисхоульмсбайр. О городе см. статью Стиккисхоульмюр.
Сти́ккисхоульмсбайр  (исл. Stykkishólmsbær, исландское произношение: [ˈstɪhcɪsˌhoulmspair̥]) — община на западе Исландии в регионе Вестюрланд. Население 1209 человек, площадь 10 км²..

## История
Небольшие поселения и храм в честь Тора на данной территории существовали со времён заселения Исландии.
В 1550 году на северной оконечности полуострова Грюннасюндснес немецкими купцами был построен порт и торговая фактория, права на которые перешли датчанам, после того как в 1602 году король Кристиан IV ввёл датскую торговую монополию в Исландии. В 1786 году королём Кристианом VII Безумным припортовому поселению Стиккисхоульмюр было дарованы права «торгового поселения» (исл. kaupstaður).
Указом короля Кристиана IX о местном самоуправлении в Исландии, в 1905 году Стиккисхоульмюр вошёл в состав большой общины Хельгафедльсхреппюр, став её административным центром. В 1950 году община Хельгафедльсхреппюр (исл. Helgafellshreppur) была разделена на несколько меньших общин, при этом территория Стиккисхоульмюра вошла в новообразованную общину Хельгафедльссвейт (исл. Helgafellssveit) с центром на хуторе Сёйрар. Хельгафедльссвейт был разделён в 1999 году на две отдельные общины — городскую общину Стиккисхоульмсбайр в границах её единственного населённого пункта города Стиккисхоульмюра и сельскую общину Хельгафедльссвейт с административным центром в городе Стиккисхоульмюр.

## Характеристика
Община Стиккисхоульмсбайр целиком находится в границах города Стиккисхоульмюр и его окрестностей, расположенного на южном берегу Брейда-фьорда в северой части Снайфедльснеса. Территория общины охватывает всю территорию полуострова Грюннасюндснес (исл. Grunnasundsnes) и островка Сугандисей (исл. Súgandisey), за исключением мыса Бёйлатаунги (исл. Baulatangi) на востоке полуострова и близлежащих островов Стакксей (исл. Stakksey) и Ландей (исл. Landey ).
К территории общины ведёт дорога местного значения Стиккисхоульмсвегюр 58, а в 9 км к югу проходит дорога регионального значения Снайфедльснесвегюр 54. Имеется небольшой аэропорт, который находится в 3 км к юго-западу от города Стиккисхоульмюр..

## Население
Источник: Mannfjöldi eftir kyni, aldri og sveitarfélögum 1998-2021 (исл.). hagstofa.is. Reykjavík: Hagstofa Íslands [Статистическая служба Исландии]. Дата обращения: 16 октября 2021.